# Muci de Bizanci
Muci de Bizanci (Amfípolis, Macedònia, s. III - Bizanci, 304) fou un prevere, mort màrtir a Bizanci. És venerat com a sant a tota la cristiandat.

## Biografia
Prevere a Amfípolis, durant la persecució de temps de Dioclecià, amb el procònsol Laodici, va ésser detingut per haver destruït un altar dedicat a Bacus. En no voler abjurar del cristianisme, va ser torturat amb foc i llençat a les bèsties, però pogué escapar-ne miraculosament. Traslladat a Bizanci, hi morí decapitat el 304.

## Veneració
Proclamat sant pel seu martiri, va ser declarat sant patró de Bizanci, després Constantinoble.

### Sant Muç a Catalunya
Possiblement durant la reconquesta d'Occident del segle vi, el culte es va introduir a Occident, arribant a Catalunya. Hi ha capelles o esglésies del sant a Cànoves (Cànoves i Samalús), Rubí, Capellades, la capella de l'Hospital de la Santa Creu de Barcelona o el santuari de la Mare de Déu del Coll, també a Barcelona.

#### Ermita de Rubí i Colles dels Xatos
A Rubí hi ha l'ermita de Sant Muç, on cada 13 de maig té lloc un aplec. Hi ha diverses colles exclusivament formades per a l'assistència a l'aplec, el nombre de les quals arribà a ésser molt nombrós, i algunes amb gran quantitat de membres. Durant el segle xix, les colles eren només de Barcelona, establertes al barri del Raval, on el sant tenia una capella a l'Hospital de la Santa Creu. Era el patró popular dels camussos o xatos: la colla de Sant Muç estava formada, per tant, per homes de nas camús, tot i que amb el temps es permeté que qualsevol en formés part, però sempre homes. Es crearen, arran d'una divisió de la colla i de conflictes per la possessió de l'estendard les colles Xatos Nous de la Bandera Vella i Xatos Vells de la Bandera Nova; avui l'estendard es conserva al Museu de Rubí. Portaven un barret de palla o de feltre tou, segons les colles, brusa de coloraines, pantalons de cotó de to clar, calçons í espardenyes de vetes. Si durant l'any havia mort algun company, la cinta de la brusa, la del barret i la corbata eren de color negre. A la motxilla duien un got de vidre, un plat de llauna, cullera i forquilla
de boix, í tovalló de fil.
Abans de sortir, el dissabte abans de Pasqua, anaven a acomiadar-se de les autoritats, capitanejats per l'abanderat que duia l'ensenya de la colla. Els més alts, que eren nomenats gastadors, anaven davant i portaven culleres, forquilles, graelles, etc., de fusta gegantines; els seguien carros amb el menjar i els atuells. Sortien pel portal de l'Àngel i feien el camí a peu, caminant tota la nit, fins a arribar a Rubí a la matinada. Pel camí tocaven música i cantaven aquesta cançó recollida per Joan Amades:
| « | A la nostra colla / de dones no en volem, / que porten criatures, / que donen gros turment; / les criatures ploren, / i això és un desconsol; / portem barrets de palla / perquè no ens toqui el sol. / Tirem endavant, / tirem endavant, / tre, tre, tre, tre. / En 'sent a Rubí, / a la Plaça Major, / allí armarem un ball / que en serà el ball-rodó. / Allí no hi volem modes, / tothom balli a son gust; / venim de la muntanya / de visitar Sant Mus. ... | » |

O aquestes altres cançons:
“Déu vos guard Sant Muç, 
nosaltres som aquí, 
venim de Barcelona, 
ens venim a divertir.
Encara que siguem tants, 
no hi ha res d'estranyar, 
tots som fills de Maria 
i al cel volem anar.”
La masia rubinenca de Can Ramoneda era estació obligada a l'anada a Sant Muç per a tirar pa als peixos i descansar un xic de la forta pujada. Ja en el segle xix cantaven els romeus aquesta cançó:
“A Can Ramoneda tots són bona gent,
paren la taula sense compliment,
paren la taula sense cap plat.
Visca Can Ramoneda i Sant Muç advocat!”
La gent de Rubí s'afegia a la processó i a l'arrossada que tenia lloc davant l'ermita de Sant Muç. A la tarda, a la plaça del poble es feia un ball. L'aplec durava tot el dia i la colla tornava a la ciutat i hi arribava la tarda del dilluns; eren rebuts per les dones i feien un ball amb torxes, que era molt celebrat anomenat 'l'un-dos-tres.
Després de molts anys d'inactivitat, el 1986, l'Esbart Dansaire de Rubí va proposar de recuperar aquesta tradició; actualment és una de les dues festes locals de Rubí. L'estructura de la festa és la mateixa d'abans, però la colla dels xatus surt de Rubí, de la plaça del Doctor Pearson i va directament a l'ermita.